# Callosamia angulifera
Callosamia angulifera este o specie de molie din familia Saturniidae. Este întâlnită Statele Unite.

## Descriere

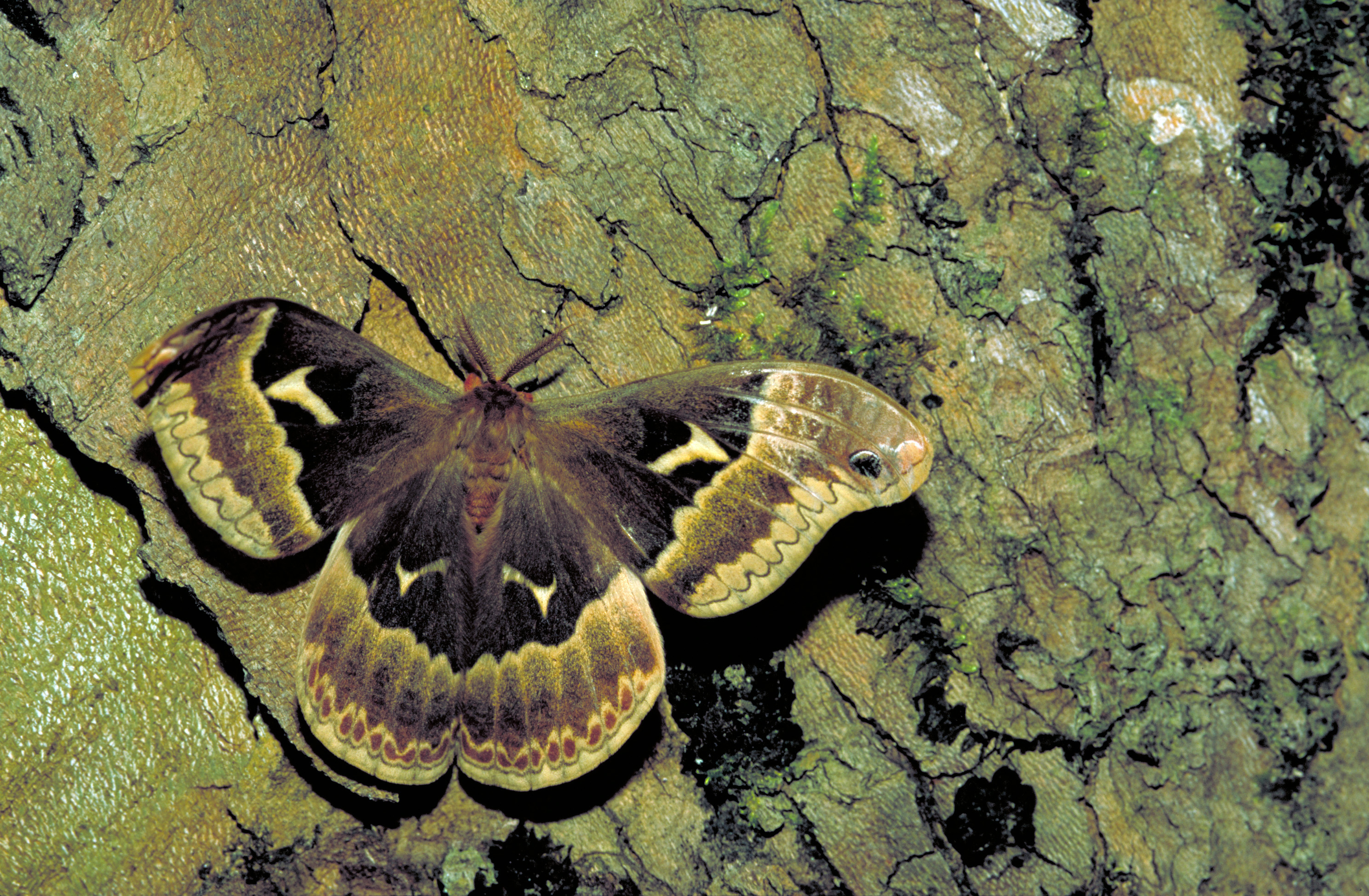
Adult de Callosamia angulifera

Are o anvergură de 80–110 mm. Există o singură generație într-un an în partea nordică, adulții zburând între lunile iunie și august, și două generații între martie și aprilie și din nou în august în partea sudică.
Larvele au ca principală sursă de hrană Liriodendron tulipifera, iar adulții nu se hrănesc.